# Monte Wingen
Monte Wingen es el nombre oficial del denominado monte en llamas (en inglés: Burning mountain), una colina ubicada cerca de la localidad de Wingen, Nueva Gales del Sur, Australia, aproximadamente a 224 kilómetros al norte de Sídney. Toma su nombre de una veta de carbón humeante que corre bajo tierra a través de la piedra arenisca. El monte Wingen se encuentra dentro de la Reserva Natural de Burning Mountain, que es administrada por el Servicio de Vida Silvestre y Parques Nacionales de Nueva Gales del Sur.
Un sendero con paneles informativos va desde los estacionamientos hasta el lugar donde emana humo del suelo.
Los Leyland brothers informaron sobre el monte Wingen en el primer episodio de su programa de viajes, Ask The Leyland Brothers:

Los aborígenes llamaron a la montaña Wingen, que significa "fuego". Su explicación del origen de la montaña en llamas fue que un día, un miembro de una tribu estaba encendiendo un fuego en la ladera de la montaña cuando El Maligno se lo llevó a las profundidades de la tierra. Incapaz de escapar, usó su palo de fuego para prender fuego a la montaña, de modo que el humo pudiera advertir a otros que se mantuvieran alejados.
Leyland brothers

## Fuego en veta de carbón
Se estima que el fuego subterráneo se encuentra a una profundidad de alrededor de 30 metros. Se estima que el fuego ha ardido durante aproximadamente 6000 años y es el fuego de carbón más antiguo conocido.
Los exploradores y colonos europeos de la zona creían que el humo, procedente del suelo, era de origen volcánico. No fue hasta 1829 que el geólogo reverendo C.P.N. Wilton lo identificó como un incendio en una veta de carbón.
El fuego generalmente se mueve en dirección sur a una velocidad de aproximadamente un metro por año. La combustión ha provocado la decoloración del suelo y una superficie irregular en la zona.